# Кондратенко, Анатолий Николаевич
Анатолий Николаевич Кондратенко (писал также под псевдонимами Андрей Кулиш и Богдан Богослов; род. 6 декабря 1935, Ленинград) — советский и украинский физик, публицист. Доктор физико-математических наук (1973), профессор (1975).

## Биография
Окончил Харьковский университет (1958).
Работал в Харьковском физико-техническом институте (1959-71): с 1967 — старший научный сотрудник;
С 1972 — в Харьковском университете: с 1981 — заведующий, от 1991 — профессор кафедры общей и прикладной физики.

## Ученый
Научные исследования в области физики плазмы и плазменной электроники.

## Общественный деятель
В 1989 году избран сопредседателем (совместно с Г. О. Алтуняном, В. С. Бойко, В. Б. Гринёвым, В. А. Щербиной) Харьковской областной организации Народного руха Украины.
Председатель Харьковского областного общества «Просвита» (1990),

## Журналист и публицист
Основатель и главный редактор газеты «Журавлик» (1993).
Автор ряда трудов на историческую и богословскую тематику под псевдонимом Андрей Кулиш и Богдан Богослов:
- Материалы к истории Скифии-Украины IV—V веков. Происхождения и действия гуннов / А. Н. Кондратенко. — Харьков : Просвещение, 2002. Книга 1 : Гунны в описании Аммиана Марцелина и в сообщениях других писателей. — Харьков : [б.в.], 2002. — 84 с.: ил. — Библиография: с. 83. — ISBN 966-7409-28-7
- «Этнические войны против украинцев» (К., 2007),
- «Европейские гунны в описаниях древних авторов» (2007),
- «Ветхий Завет глазами христианина» (2008; обе — Харьков) и других.

## Награды
Премия им. К. Синельникова АН УССР (1980).

## Основные труды
- Плазменные волноводы. Москва, 1976; Проникновения поля в плазму. Москва, 1979;
- Поверхностные и объемные волны в ограниченной плазме. Москва, 1985;
- Основы плазменной электроники. Москва, 1988 (соавт.);
- Вступление в теоретической плазменной электроники : учебное пособие для студентов физических и радио-физических специальностей высших учебных заведений / А. М. Кондратенко ; Харьковский национальный университет им. В. Каразина. — Харьков : [б.в.], 2000. — 76 с. — ISBN 966-623-066-6